# BloodRayne: Betrayal
BloodRayne: Betrayal est un jeu vidéo d'action et de plates-formes sorti en 2011. C'est le troisième jeu dans la série BloodRayne.

## Système de jeu
Contrairement aux jeux précédents dans la série qui était des hack’n’slash en 3D, BloodRayne: Betrayal est un jeu en 2D en vue de côté. Le jeu bénéficie de graphismes haute définition. Le jeu a un niveau de difficulté très élevé, comparable à des jeux comme Ninja Gaiden.
On ne sait pas si le jeu prend place dans la même continuité que le reste de la série, l'histoire semblant se suffire à elle-même.

## Accueil
Le jeu a dans l'ensemble reçu des notes mitigées. Jeuxvideo.com lui a attribué 13/20, Jeuxvideo.fr lui a attribué 6/10 et GameSpot lui a donné la note de 5,5/10. Cependant, IGN lui a attribué la note de 9/10, en mettant en exergue son gameplay ardu destiné aux joueurs old school.